# Pedro José Domingo de Guerra
Pedro José Domingo de Guerra y Bustamante (La Paz, Imperio español; 4 de diciembre de 1809-La Paz, Bolivia; 10 de septiembre de 1879), fue un jurista boliviano que llegó a encargarse del Gobierno de Bolivia, por delego del presidente Hilarión Daza, como presidente del Consejo de Ministros en 1879, durante la guerra del Pacífico.
Fue abuelo materno de José Gutiérrez Guerra, quien llegó también a ser presidente de Bolivia, entre 1917 y 1920.

## Biografía
Nació en el seno de una familia noble de prosapia colonial criolla. Su abuelo materno, el arequipeño José Domingo de Bustamante y Diez Canseco, había sido el último alférez real del cabildo de La Paz; su abuela materna, María Josefa de Peñaranda Rengifo de Avendaño y Salgado, una dama aristocrática chuquisaqueña descendiente de Inés Huaylas y de Mancio Serra de Leguizamo, un capitán español que acompañó a Francisco Pizarro en la conquista del Perú. Su padre José Guerra Olazo fue un destacado coronel español que acompañó a José Manuel de Goyeneche durante su campaña contra los movimientos de independencia americanos.

## Estudios
Tras culminar sus estudios primarios y secundarios en su ciudad natal, se trasladó a Chuquisaca para continuar su formación académica. Allí obtuvo el título de abogado el 10 de junio de 1829, en la Universidad Mayor, Real y Pontificia de San Francisco Xavier de Chuquisaca, en la ciudad capital de Bolivia, ante los estrados de la Audiencia de Charcas.
Años más tarde viajó al Perú para especializarse en derecho internacional. Como reconocimiento a su formación y capacidades, fue nombrado Cónsul de Bolivia ante el Gobierno de Lima por los miembros del partido gobernante de la época, cargo que desempeñó hasta el año 1834.

## Carrera política

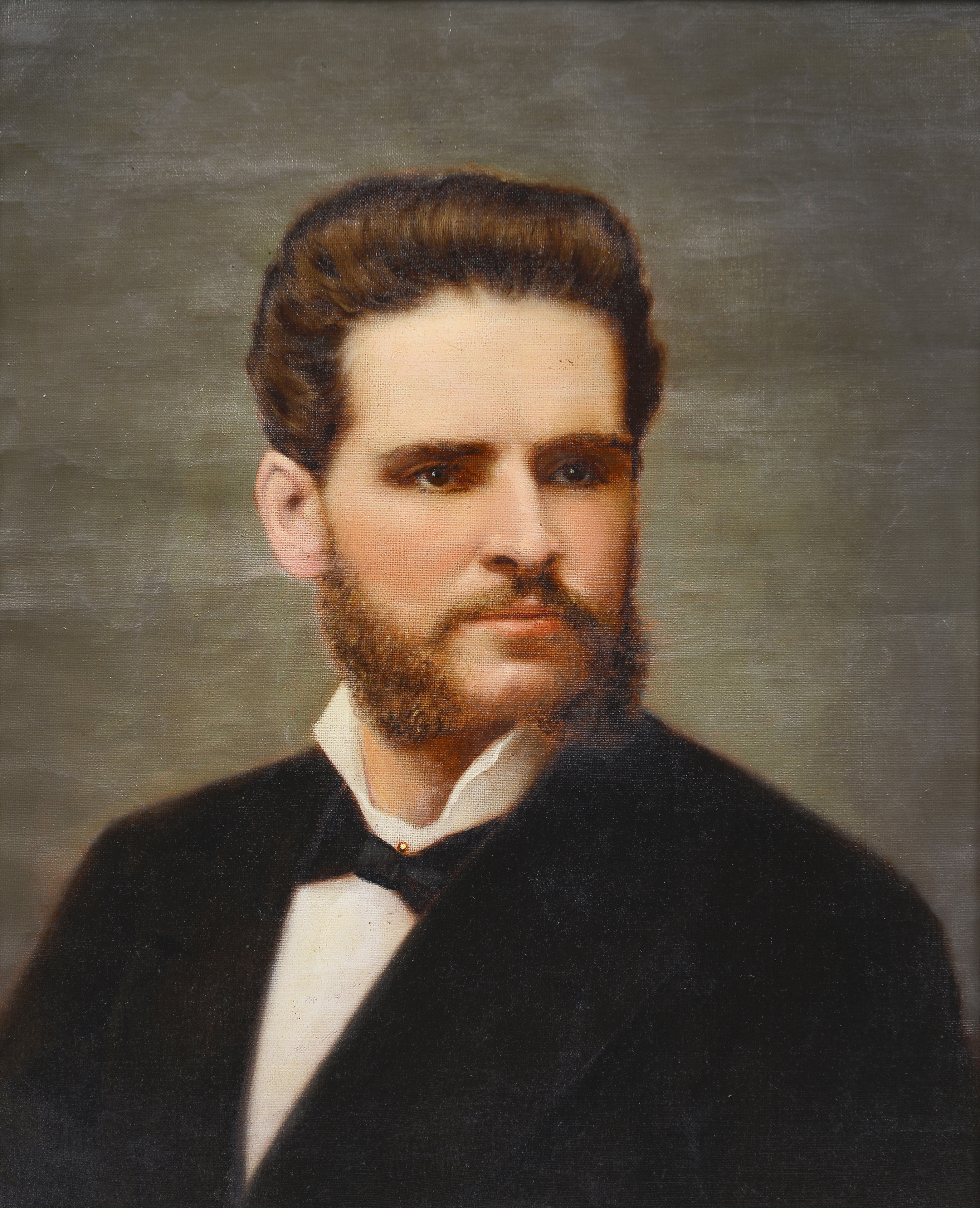
Retrato al óleo del Presidente Guerra, atribuido a Ignacio Merino

Fue ministro plenipotenciario del gobierno de la Confederación Perú-Boliviana ante la corte de St. James, donde contrajo nupcias con una dama aristocrática irlandesa, Maria Rynd, hijastra del almirante Thomas Brown (1778-1857). El padre de María era el teniente de caballería Goodlate Rynd, falleció en 1812 cuando participaba en la Batalla de Salamanca durante la Guerra de la Independencia Española, su madre era Lady Harriet Jane Temple, hija de Henry Temple, segundo vizconde Palmerston. Esto convertía a María en sobrina del III vizconde de Palmerston (1784-1865) que fue Primer ministro del Reino Unido en dos ocasiones.
Guerra fue un hombre íntegro, a tono con las necesidades sociales de su tiempo, fundó en La Paz la Sociedad Filológica con José Joaquín de Mora, y desempeñó el cargo de ministro de Educación en 1846 durante el gobierno de José Ballivián. Unos años antes, había sido designado ministro plenipotenciario en Lima, donde llevó a cabo un cometido que demostró ser un intento excesivamente ambicioso para la época: un tratado de "Unión americana" entre el Imperio del Brasil, Chile, Bolivia, Perú, Ecuador y República de la Nueva Granada, mismo que excluía a los Estados Unidos de América del Norte. Eminente y probo jurista, llegó a ser presidente de la Corte Suprema de Justicia de Bolivia.

### Presidente de Bolivia (1879)
Durante el gobierno del general Hilarión Daza (1876-1879) fue jefe del Consejo de Ministros. Tras el estallido de la guerra del Pacífico, al tener dicho mandatario que retirarse y marchar hacia el teatro de operaciones al frente del ejército, fue investido presidente del gobierno, desde abril de 1879. Falleció en septiembre del mismo año, en el ejercicio de su alta función.

### Obras escritas
- Cuestiones de actualidad (1871)